# 拉法埃莱·阿梅特拉诺
拉法埃莱·阿梅特拉诺（義大利語：Raffaele Ametrano，1973年2月15日—），意大利男子足球运动员，司职中场。他曾代表意大利国奥队参加1996年夏季奥林匹克运动会足球比赛，获得第十二名。